# Kirkel
Kirkel är en kommun i Saarpfalz-Kreis i förbundslandet Saarland i Tyskland.
De tidigare kommunerna Altstadt, Kirkel-Neuhäusel och Limbach bildade den nya kommunen Kirkel 1 januari 1974.